# Harry Potter Trading Card Game
Le Harry Potter Trading Card Game ou jeu de cartes à collectionner Harry Potter est un jeu de cartes à collectionner basé sur l'univers des romans Harry Potter de J. K. Rowling.
Créé par Wizards of the Coast en août 2001, le jeu a été conçu pour rivaliser avec les jeux de cartes Yu-Gi-Oh!, Pokémon et Magic: The Gathering,,. Il n'est plus édité depuis la dernière extension Harry Potter et la Chambre des secrets sortie en 2002. La sortie du jeu a été initialement programmée pour coïncider avec la première en salle du premier film de la saga.
Le jeu a été salué par la critique car il permettait de faire connaitre aux enfants l'univers de Harry Potter au travers d'un jeu de cartes. Le jeu a atteint la seconde place du classement des jouets les plus vendus aux États-Unis.

## Historique
Le premier ensemble de cartes, communément appelé « jeu de base », a été commercialisé en août 2001. L'ensemble comporte alors cent-seize cartes auxquelles quatre extensions s'ajouteront successivement pour varier le jeu et étendre la disponibilité des cartes.
Les trois premières extensions (La coupe de Quidditch en novembre 2001 ; Le chemin de Traverse en mars 2002 et Aventures à Poudlard en juin 2002) se composent chacune de quatre-vingt cartes et de trente rares brillantes ou de portraits holographiques. Basées sur le premier tome de la saga, ces extensions permettent l'ajout de nouvelles leçons et de nouvelles mécaniques.
Dans l'extension La coupe de Quidditch, l'éditeur introduit les leçons de quidditch et les cartes Match. Dans l'extension Le chemin de Traverse, ce sont les cartes Lieux qui font leur apparition. L'extension Aventures à Poudlard ajoute un nombre important de cartes d'aventure.
La quatrième et dernière extension, éditée en octobre 2002, est La Chambre des secrets, qui contient cent quarante cartes et cinquante-cinq cartes rares brillantes ou de portraits holographiques. Cette dernière extension est basée sur le second tome de la saga, Harry Potter et la Chambre des secrets.
Depuis sa conception en 2001 et jusqu'en 2003, le jeu de cartes à collectionner Harry Potter est populaire parmi de nombreuses tranches d'âge et plusieurs ligues de jeux se sont formées[réf. nécessaire]. Après avoir sorti la dernière extension, Wizards of the Coast a décidé de ne pas poursuivre le développement de son jeu. Aucune explication n'a été donnée au public au sujet de cette décision.

## Le jeu
Le jeu a été conçu pour deux joueurs, chacun disposant d'un deck de soixante cartes et d'un personnage de départ. Le jeu est basé sur la mécanique de la défausse : le but est de forcer le joueur adverse à se défausser du plus grand nombre de carte de son deck afin de gagner. Lorsque les cartes « endommagent » un joueur, les cartes du dessus du deck sont placées dans la défausse. Chaque joueur commence avec une main de sept cartes et pioche une carte avant chacun de ses tours. Au début de chaque tour, le joueur attaque avec ses créatures en jeu et a droit à deux actions (identiques ou différentes) : jouer une carte de leçon ; s'il a suffisamment de cartes de leçon, jouer une carte de créature magique ou jouer une carte de sortilège ; piocher une carte.

## Les cartes

### Types de cartes
Il existe huit types de cartes différents dans le jeu de cartes à collectionner Harry Potter : les Leçons, les Sorts, les Créatures, les Personnages, les Aventures, les Objets, les Matchs et les Lieux,.
Cartes Leçons
Les cartes Leçons sont les ressources de base du jeu. Chacune fournit un pouvoir, qui est nécessaire pour jouer d'autres cartes. Le nombre de leçons en jeu permet au joueur d'activer les cartes ; plus le coût est élevé, plus l'effet est puissant. Chacune possède un symbole et une couleur spécifique permettant ainsi de les catégoriser.
Il existe cinq types de cartes Leçons dans le jeu : Soin des créatures magiques, Charmes, Potions, Quidditch et Métamorphose. Il n'y a pas de limite sur les cartes Leçon contenues dans le deck d'un joueur : un joueur peut avoir autant de types différents qu'il le souhaite.
Les cartes Soin des créatures magiques sont de couleur marron et s'inspirent du cours de soins aux créatures magiques présents dans l'univers de Harry Potter. Elles sont principalement utilisées pour les créatures, bien qu'il existe également un petit nombre de sorts, d'objets et de lieux nécessitant ce type de leçon. Les soins aux créatures magiques sont principalement utilisés pour infliger des dégâts.
Les cartes Charmes sont de couleur bleue et s'inspirent du cours de sortilège dans Harry Potter. Elles peuvent être utilisées pour les sorts, les objets et les emplacements. Les cartes Charmes sont spécialisées dans les dégâts faibles mais sont plus polyvalentes et possèdent certains autres effets.
Les cartes Potions sont de couleur verte et s'inspirent du cours de potions dans Harry Potter. Elles peuvent être utilisées pour les sorts, les objets et les lieux. Les cartes Potions sont souvent très puissantes et nécessitent des coûts comparativement plutôt faibles, mais en contrepartie, elles nécessitent généralement le sacrifice d'un certain nombre de leçons.
Les cartes Quidditch sont de couleur jaune et s'inspirent du sport du même nom et des cours de vol sur balai dans Harry Potter. Elles peuvent être utilisées pour les sorts, les objets, les emplacements et les matchs. Ce type de leçon a été introduit dans l'extension La Coupe de Quidditch et se spécialise dans les cartes qui ont deux effets à la fois.
Les cartes Métamorphose sont de couleur rouge et s'inspirent du cours de métamorphose dans Harry Potter. Elles peuvent être utilisées pour les sorts, les objets et les emplacements. Ces cartes sont utilisées pour la suppression de créatures, de leçons et d'autres cartes du jeu sans endommager directement l'adversaire.
Cartes Sorts
Les cartes Sorts, inspirées des sortilèges de l'univers Harry Potter, sont des cartes qui sont placées directement dans la défausse après utilisation et qui ont un effet donné. Les sorts ont un coût ; il existe des sorts pour chaque type de leçon.
Cartes Créatures
Les cartes Créatures, inspirées des créatures de l'univers Harry Potter, restent en jeu lorsqu'elles sont jouées. Toutes les cartes Créatures ont un coût et nécessitent un certain nombre de leçons soins aux créatures magiques pour être jouées. Les créatures possèdent des points de vie qui déterminent le montants de dégâts elles peuvent subir ainsi qu'un montant d'attaque. Ce montant indique la quantité de dégâts infligés au joueur adverse à chaque tour. Toutes les créatures ne font pas de dégâts ; certaines ont des capacités spéciales.
Cartes Personnages
Les cartes Personnages, inspirées des personnages de l'univers Harry Potter, n'ont pas de coût pour être jouées et ne nécessitent pas d'avoir de cartes Leçon. En revanche, les personnages sont invoqués par deux Actions. Les personnages restent en jeu et ont des capacités spéciales qui peuvent être utilisées par le joueur ; certains fournissent également de l'énergie. Chaque joueur doit avoir un personnage de départ pour le représenter. Le personnage de départ commence le jeu sur la table et ne peut pas être défaussé du jeu. Seuls les personnages avec la désignation de mot-clé "Sorcière" ou "Sorcier" peuvent être utilisés comme personnages de départ.
Cartes Aventures
Les cartes Aventures, comme les cartes Personnages, ne nécessitent pas de cartes Leçons pour être jouées mais requièrent deux Actions. Elles ont un effet sur le joueur adverse. Si ce dernier souhaite y mettre fin, il doit remplir une condition « Résoudre » ; le joueur adverse reçoit une récompense lorsqu'il résout une aventure. Chaque joueur ne peut avoir qu'une seule aventure en jeu à la fois.
Cartes Objets
Les cartes Objets, inspirées des objets de l'univers Harry Potter, restent en jeu lorsqu'elles sont jouées. Les objets ont un coût mais peuvent être joués avec n'importe quel type de carte Leçon. Ils ont des effets qui peuvent être utilisés en jeu ou octroient un avantage supplémentaire.
Cartes Matchs
Les cartes Matchs ont été introduites dans l'extension Coupe de Quidditch. Les matchs ont tous un coût de un et nécessitent une carte Leçon de quidditch. Ils ont une condition « Gagner » et un « Prix » pour le premier joueur à remplir cette condition. Une seule carte Match est autorisée en jeu à la fois.
Cartes Lieux
Les cartes Lieux, inspirées des lieux de Harry Potter, ont été introduites dans l'extension Chemin de Traverse. Les lieux ont un coût et peuvent être joués avec n'importe quel type de carte Leçon. Les lieux appliquent leur effet sur les deux joueurs. Il ne peut y avoir qu'un seul lieu en jeu à la fois. Le fait de jouer un nouveau lieu supprime l'ancien en jeu.

### Mots clés
Certaines cartes ont des mots-clés en plus de leur type de carte. Ils permettent de créer des familles de cartes et de s'y référer plus facilement. La désignation « Sorcier » ou « Sorcière » sur les cartes Personnage est un exemple de mot-clé, tout comme la désignation « Guérison » sur certaines autres cartes. D'autres mots-clés communs incluent des désignations représentant chacune des quatre maisons de Poudlard : Gryffondor, Serdaigle, Poufsouffle et Serpentard .
Certaines cartes (notamment les personnages) ont le mot-clé « Unique » qui indique qu'une seule carte de ce type peut être, pour chacun des joueurs, en jeu à la fois. Une seule exception est possible : les deux joueurs peuvent avoir le même personnage de départ.

### Valeur
Chaque carte a sa propre valeur. Les cartes considérées comme les plus précieuses sont indiquées comme « rares » et peu éditées. Les cartes ayant été éditées en grand nombre sont appelées « communes ». La valeur est indiquée par un symbole en bas à droite de la carte, suivi du symbole du jeu d'extension et du numéro de la série. Un cercle signifie que la carte est commune, et donc peu précieuse ; un losange signifie que la carte est peu commune, et possède donc une valeur supérieur. Une étoile signifie que la carte est rare et a le plus de valeur.
Il existe des cartes ayant une valeur supérieure aux cartes rares. Il s'agit des cartes brillantes et des cartes holographiques. Les cartes brillantes possèdent un revêtement supplémentaire composé d'éclairs et d'étoiles. Ce sont en principe des cartes rares qui sont dotées de ce revêtement, mais des cartes communes et peu communes ont également été éditées sous ce format. Les cartes holographiques sont les plus rares et les plus précieuses du jeu. Ces cartes ne sont disponibles que pour les cartes Personnage. Elles sont basées sur les personnages de Harry Potter.
Compte tenu de la variété des valeurs des cartes, les cartes individuelles ont une fourchette de prix allant de 0,05 $ à 15,00 $.

### Disponibilité
Les cartes ont été vendues de trois manières différentes : sous forme de boosters (paquet de cartes), de decks de démarrage et de decks à thème. Des boosters ont été édités pour chaque extension. Chaque paquet contient onze cartes, réparties de la manière suivante : une carte rare, deux cartes peu communes, six cartes communes et deux leçons. Si une carte holographique était incluse dans un booster du jeu de base, elle remplaçait la carte rare. Dans les extensions, la carte holographique remplaçait l'une des cartes communes.
Les decks de démarrage ont été édités lors de la sortie du jeu de base, de l'extension Chemin de Traverse et de l'extension Chambre des secrets. Chacun comprenait deux jeux d'introduction de quarante cartes, un tapis de jeu, des instructions supplémentaires et deux cartes premium. Les decks à thème, un type spécial de pack de démarrage, ont été édités lors de la sortie de l'extension Chambre des secrets. Il s'agit des decks de Percy Weasley (Potions) et le deck des frères Fred et Georges Weasley. Ces decks étaient composés d'un jeu complet de soixante cartes, immédiatement jouable. Deux decks à thèmes supplémentaires, ceux de Hannah Abbot et de Dean Thomas, ont été conçus pour une foire aux jouets en 2001, mais les produits n'ont jamais été édités.

## Version en ligne
Les émulateurs de jeux de cartes LackeyCCG et Apprentice permettent de jouer en ligne.

## Procès
En 2002, Wizards of the Coast a déposé une plainte contre Charles Federline, ancien vice-président des opérations. Ce dernier aurait coûté plus de 93 000 $ à l'entreprise car il aurait sapé le processus d'appel d'offres d'impression des cartes.

## Relance
Depuis 2015, il existe des projets visant à un renouveau officieux du jeu en organisant des tournois annuels à la Gen Con.